# Angelo Segrè
Angelo Segrè (Tivoli, 3 febbraio 1891 – Firenze, 21 giugno 1969) è stato uno storico e papirologo italiano.

## Biografia
Nato in una benestante famiglia ebraica, era figlio dell'industriale Giuseppe e di Amelia Treves, deportata e morta ad Auschwitz, e fratello di Emilio. Studiò a Firenze con Girolamo Vitelli e a Torino con Gaetano De Sanctis e in seguito insegnò nelle università di Catania e Trieste fino al 1938, quando, in seguito all’approvazione delle Leggi razziali fasciste, fu costretto a lasciare l’insegnamento e a trasferirsi con la famiglia a New York, dove insegnò presso la Columbia University. I suoi studi si applicarono prevalentemente alla storia economica dell'antico Egitto. Suo figlio è il fisico Gino.

## Opere principali
- Circolazione monetaria e prezzi nel mondo antico ed in particolare in Egitto, Roma, Libreria di cultura, 1922
- Metrologia e circolazione monetaria degli antichi, Bologna, Zanichelli, 1928
- An Essay on the Nature of Real Property in the Classical World, New York, Paul Bassinor, 1943